# سماعين
سماعيـن (بالفرنسية: Smaïn)‏
```
هو 
كاتب سيناريو
 
وممثل
 
فرنسي
، ولد في 3 يناير 1958 
بقسنطينة
 في 
الجزائر
.
[
2
]
```

## أعمال

### أفلام
- (2015)  الجزائر إلى الأبد

## وصلات خارجية
- سماعيـن على موقع IMDb (الإنجليزية)
- سماعيـن على موقع ألو سيني (الفرنسية)
- سماعيـن على موقع ميوزك برينز (الإنجليزية)
- سماعيـن على موقع أول موفي (الإنجليزية)
- سماعيـن على موقع ديسكوغز (الإنجليزية)
- سماعيـن على موقع قاعدة بيانات الفيلم (الإنجليزية)
- سماعيـن على موقع كينوبويسك (الروسية)